# يوشيتو أوكوبو
يوشيتو أوكوبو، من مواليد 9 يونيو 1982 في كاندا في فوكوكا باليابان، لاعب كرة قدم ياباني.
بدأ أوكوبو مسيرته الاحترافية في عام 2001 مع نادي سيريزو أوساكا، ولعب معهم 95 مباراة وسجل 51 هدف، وفي موسم 2004/2005 انتقل إلى نادي مايوركا الإسباني، ولعب معهم 38 مباراة وسجل 5 أهداف في موسمين، وفي عام 2006 عاد إلى نادي سيريزو أوساكا.
و في عام 2003 تم اختياره كأفضل لاعب شاب في آسيا.

## روابط خارجية
- يوشيتو أوكوبو على موقع الاتحاد الدولي (مؤرشف)  (الإنجليزية)
- يوشيتو أوكوبو على موقع رابطة كرة القدم اليابانية للمحترفين (اليابانية)
- يوشيتو أوكوبو على موقع قاعدة بيانات كرة القدم.إي يو (الإنجليزية)
- يوشيتو أوكوبو على موقع بيانات كرة القدم. دي إي (الألمانية)
- يوشيتو أوكوبو على موقع ناشيونال فوتبول تيمز (الإنجليزية)
- يوشيتو أوكوبو على موقع Soccerway.com (الإنجليزية)
- يوشيتو أوكوبو على موقع عالم كرة القدم.نت (الإنجليزية)
- يوشيتو أوكوبو على موقع أوليمبيديا (الإنجليزية)
- يوشيتو أوكوبو على موقع AS.com (الإسبانية)